# Zug kanton
Zug Svájc egyik kantonja. 239 km²-es területével egyike a legkisebb kantonoknak. Lakossága döntően német anyanyelvű. Székhelye a hasonló nevű Zug városa.

## Története
A kora középkorban a kanton területét kolostorok és világi földesurak birtokolták: utóbbiak közül a Kyburg család volt a legfontosabb. Zug városát is feltehetően ők alapították. A települést először 1242-ben említik "oppidumként", 1255-ben pedig "castrumként". 1273-ban Habsburg Rudolf megvásárolta a várost és a környező birtokokat, melyeket a későbbiekben egy helytartó irányított. A kantonhoz tartozik Morgarten község, melynek közelében vívta az Ósvájci Konföderáció 1315-ben az első győztes csatáját a Habsburgokkal szemben.  

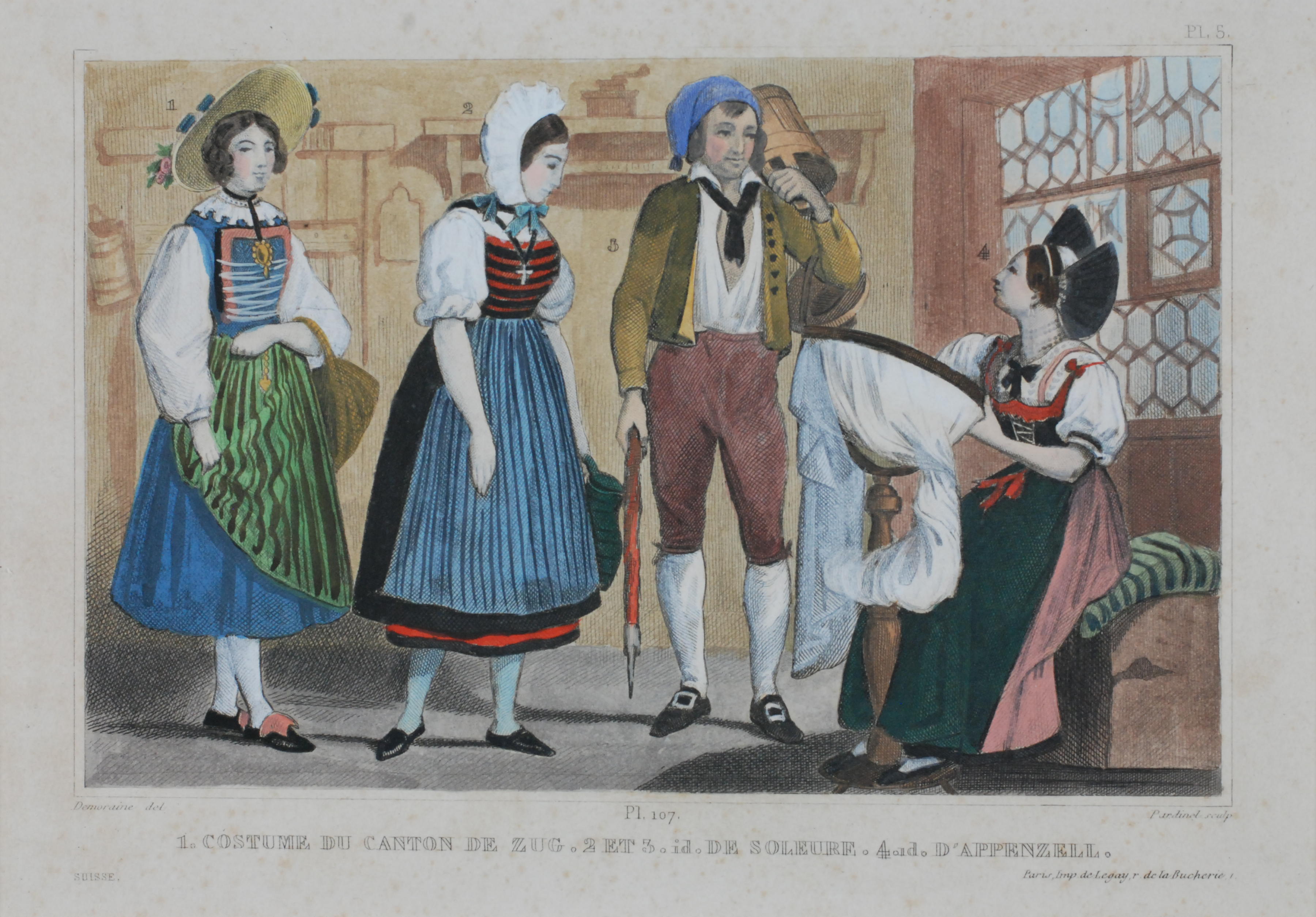
Svájci népviseletek. Balról az első Zugból származik

A várost és vidékét (az ún. Aeusser Amt) 1352 júniusában az Ósvájci Konföderáció csapatai megszállták és beléptették a kantonszövetségbe. A szerződést még abban az évben érvénytelenítették és Zug szeptemberben ismét elismerte régi hűbérurát, amely 1355-ben kényszerítette, hogy szakítsa meg kapcsolatait a kantonszövetséggel. 1364-ben, miután Schwyz katonái elfoglalták a várost, Zug újból csatlakozott - teljes jogú tagként - a Konföderációhoz. 
A reformáció idején Svájc kantonjainak egy része (elsősorban az északiak) protestáns hitre tértek, ám Zug többségében katolikus maradt és a későbbi vallási hátterű viszályok és összecsapások idején is ezt a pártot erősítette. 
1798-ban a forradalmi Franciaország csapatai megszállták Svájcot és a konföderációt átszervezték a Helvét Köztársasággá. Zugot a környező kantonokkal együtt Waldstätten kantonba egyesítették, melynek Zug városa volt a székhelye. Az 1803-as újabb átalakítás visszaadta a kantonok önállóságát. 1845-ben Zug csatlakozott a katolikus és konzervatív kantonok szövetségéhez, a Sonderbundhoz és részt vett azok 1847-es felkelésében, melyet a kormánycsapatok kevesebb, mint egy hónap alatt levertek. Az ezután következő politikai rendezésben Zug kanton az új alkotmány elfogadása ellen szavazott (1848-ban és az 1874-es módosítás alkalmával is). 

## Földrajza

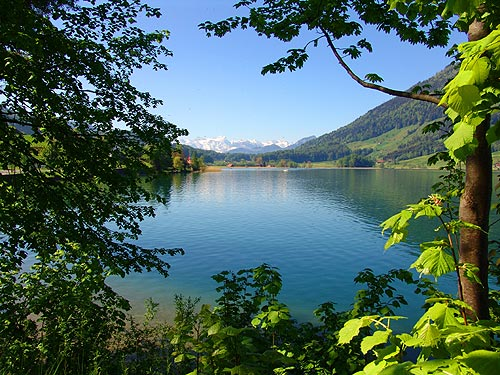
Az Ägerisee

Zug kanton Svájc közepén fekszik, területe 238,69 km². Nyugaton Luzern és Aargau, északon Zürich, keleten és délen pedig Schwyz kantonokkal határos. A kanton két nagy tava a Zugersee és az Ägerisee; utóbbi teljes egészében a kantonban helyezkedik el, míg az első partvidékén Zug Luzern és Schwyz kantonokkal osztozik.  
Zug hegyvidéki fennsíkon fekszik. Legmagasabb pontja a Zugersee és Ägerisee medencéjét egymástól elválasztó masszívum csúcsa, az 1583 m magas Wildspitz. Legfontosabb folyója a Lorze, mely az Ägeriseeből ered, innen egy cseppkőbarlangokkal ékes, mély szurdokvölgyben halad északra, majd a Zugerseebe torkollik. A Lorze torkolatától nem messze ered ered az északnak tartó Reuss-folyó.

## Közigazgatás

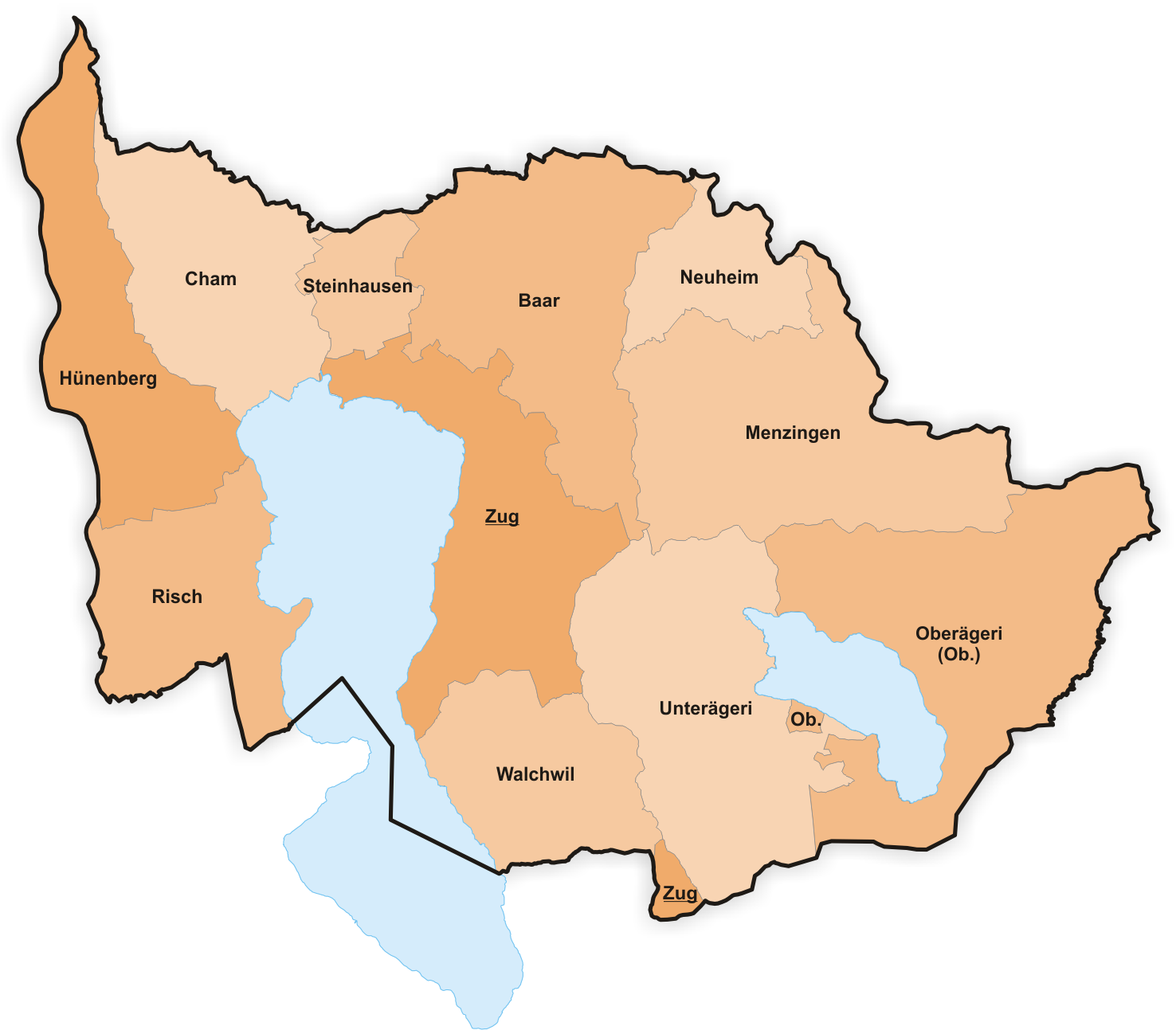
Zug önkormányzatai

A kis területű kanton nem oszlik kerületekre és 11 önkormányzat (község) alkotja. A kantoni tanács (Kantonsrat) 80 képviselőből áll, míg az végrehajtó szerv a héttagú Regierungsrat. A kanton a svájci országgyűlés, a Szövetségi Gyűlés alsóházába (Nemzeti Tanács) három, míg a felsőházba (Államtanács) két tagot delegál, melyek személyét népszavazással határozzák meg. A zugi önkormányzatok a következők: Zug, Oberägeri, Unterägeri, Menzingen, Baar, Cham, Hünenberg, Steinhausen, Risch, Walchwil, Neuheim

## Lakosság
2013. decemberi adatok alapján a kantonnak 118 118 lakosa volt, melynek 22%-a, 23 997 fő külföldi volt. A lakosok többsége, 62%-a a római katolikus vallást követi, 18% pedig protestáns. A lakók többsége a német svájci dialektusát tekinti anyanyelvének. 1814-ig Zug a konstanzi püspökséghez tartozott, akkor azonban áthelyezték a bázeli egyházmegyéhez. 

## Gazdaság
Zug a legalacsonyabb adóterheket kivető kantonok közé tartozik, ezért sok cég ide helyezi a székhelyét. A kantonban összesen 24 300, míg a 28 ezer lakosú Zug városában 12 900 vállalkozást jegyeztek be. A gazdaság nagy részét kis és közepes vállalkozások alkotják. Vidéken jelentős a legeltetéses állat- (szarvasmarha) tenyésztés és a tejfeldolgozás. Chamban van a Nestlé sűrített tej-üzeme. A Zugban termelt gyümölcsökből almabor és kirsch (meggypálinka) készül. Az iparra a fémmegmunkálás, textil- és gépgyártás, valamint elektronikai üzemek jellemzőek.  

## Fordítás
- Ez a szócikk részben vagy egészben  a   Canton of Zug című angol Wikipédia-szócikk ezen változatának fordításán alapul.  Az eredeti cikk szerkesztőit annak laptörténete sorolja fel. Ez a jelzés csupán a megfogalmazás eredetét és a szerzői jogokat jelzi, nem szolgál a cikkben szereplő információk forrásmegjelöléseként.